# Хулюмпауль-Хулюм
Хулюмпауль-Хулюм (устар. Хулюм-Пауль-Хулюм) — река в Советском районе Ханты-Мансийского автономного округа. Устье реки находится на 111-м км левого берега реки Тапсуй. Длина реки составляет 41 км. В 12 км от устья, по правому берегу реки впадает река Хулюмпауль-Хулюмтоип.

## Данные водного реестра
По данным государственного водного реестра России относится к Нижнеобскому бассейновому округу, водохозяйственный участок реки — Северная Сосьва, речной подбассейн реки — Северная Сосьва. Речной бассейн реки — (Нижняя) Обь от впадения Иртыша.